# オスカル・ケルネル

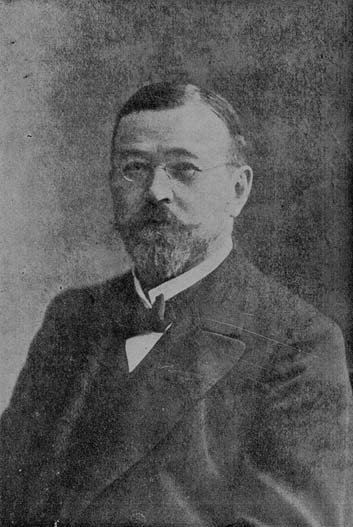
オスカル・ケルネル

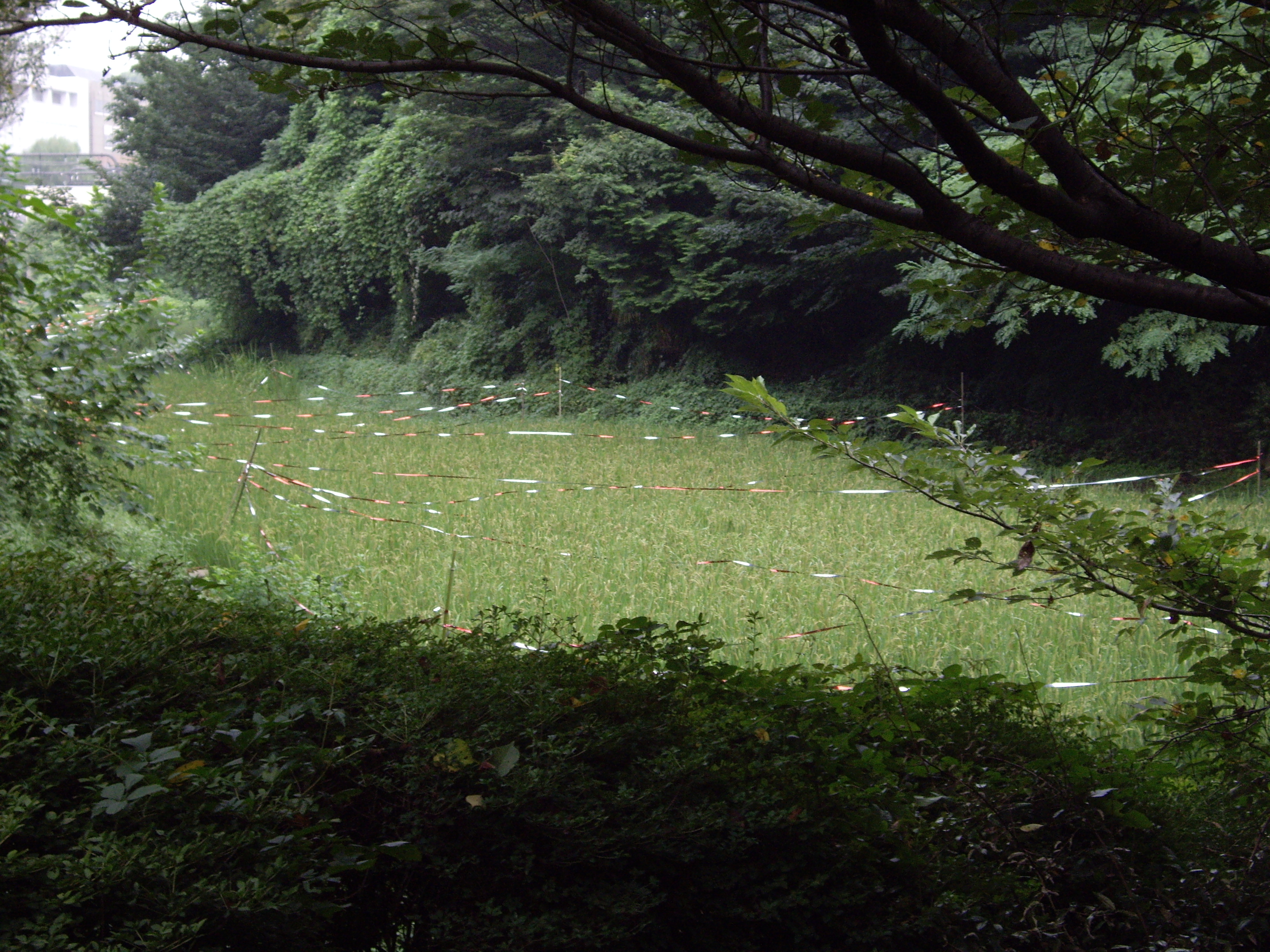
ケルネル田圃

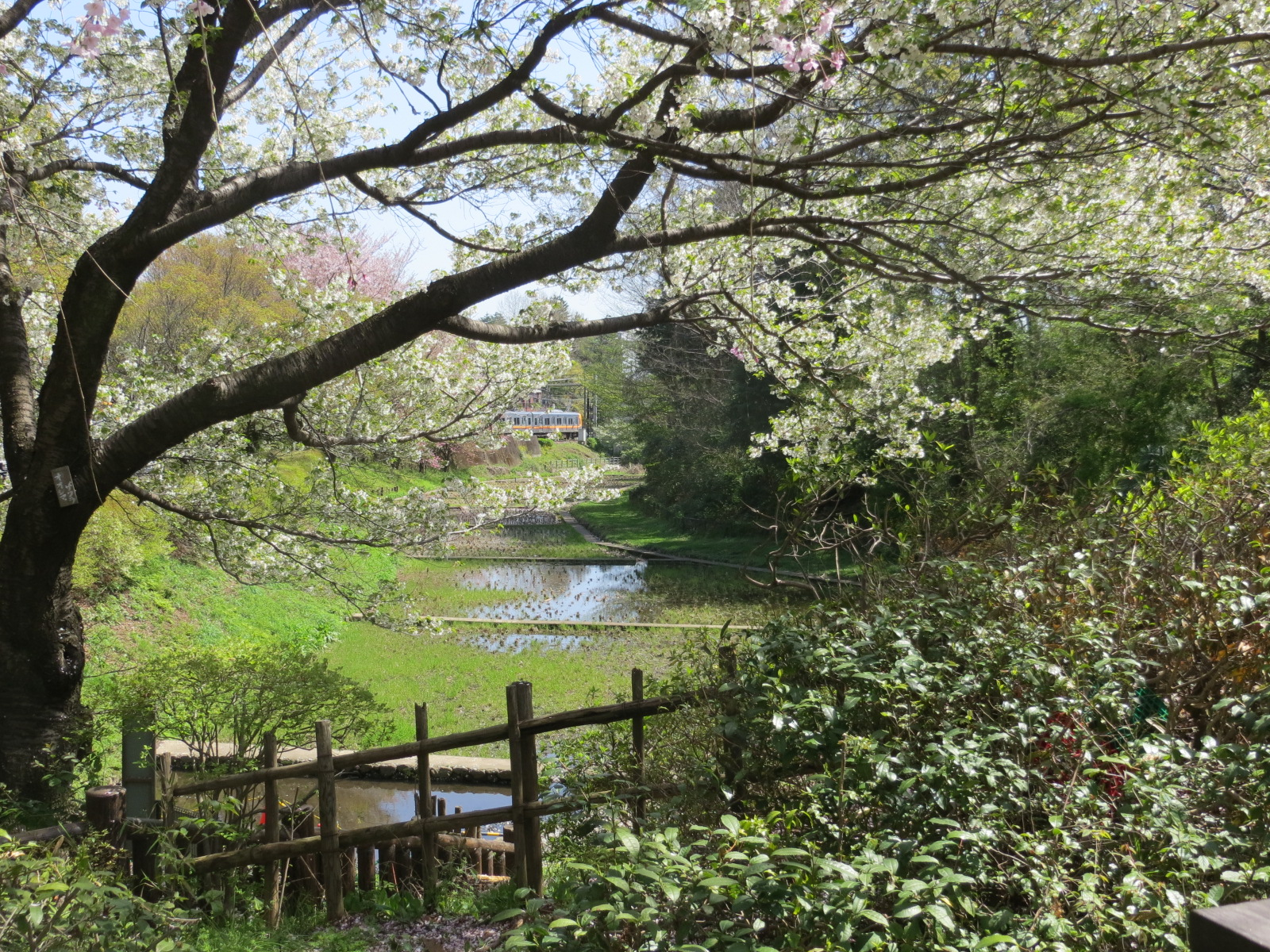
駒場野公園ケルネル田圃

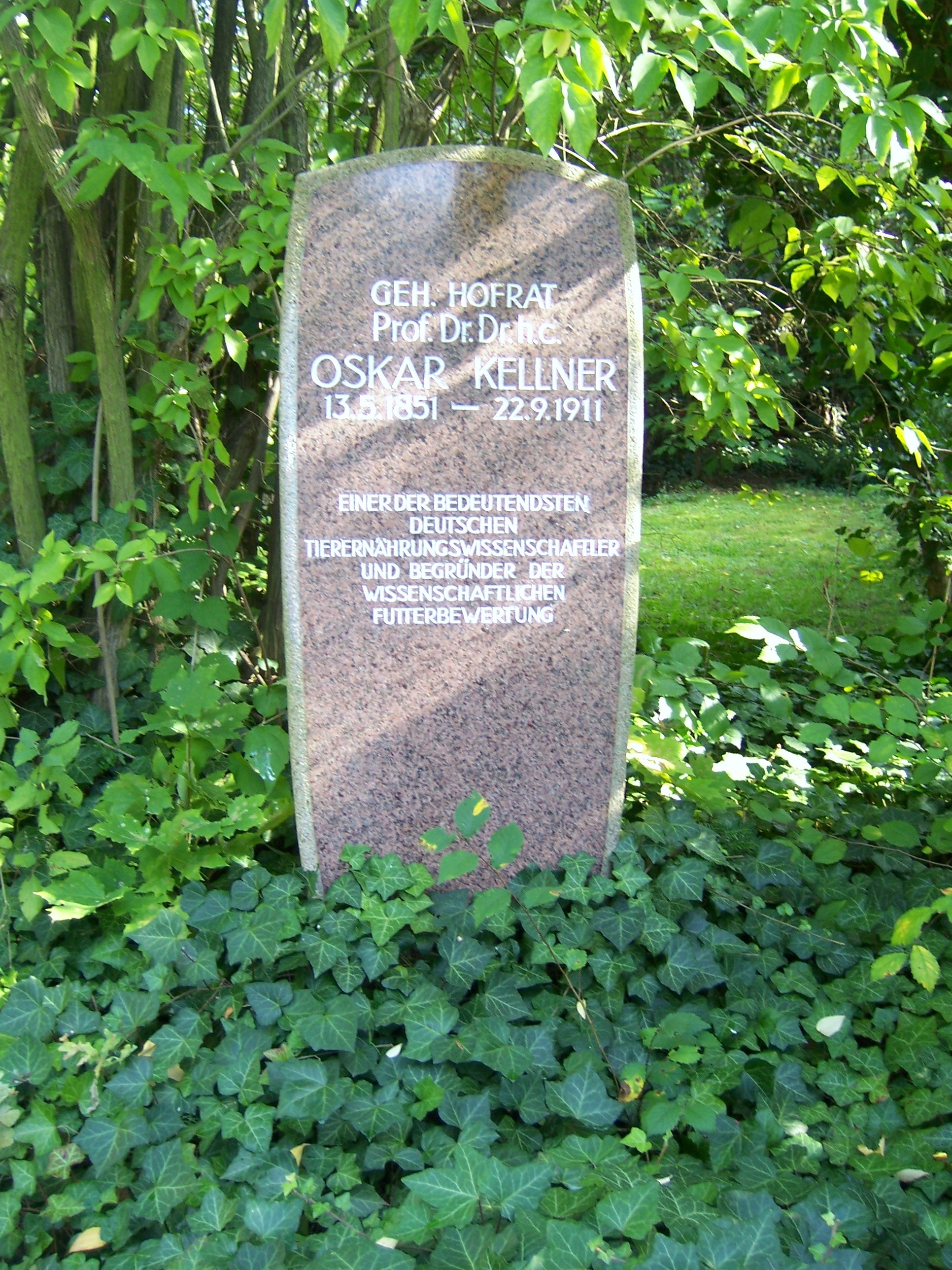
ライプツィヒにある墓碑

オスカル・ケルネル（Oskar Kellner、1851年5月13日 - 1911年9月22日）は、ドイツの農芸化学者。明治政府のお雇い外国人として帝国大学農科大学で教鞭を執り、日本の土壌学・肥料学の発展に寄与した。オスカー・ケルナーとも表記。

## 略歴
プロイセンのシレジアで生まれる。プレスラウ大学、ライプチヒ大学で化学を学び、1874年には「エンドウ発芽に伴う化学的変化過程について」で博士号を得た。プロスカウ農業アカデミー動物化学研究所で飼料への砒素添加や羊毛除去がヒツジの代謝生理に及ぼす影響などについての研究に従事し、1875年にはホーヘンハイム農業アカデミー農芸化学研究所の化学者のポストを得て主として動物栄養、飼料の栄養価に関する研究に従事、2年間に11の単著・共著論文を発表し、ドイツ科学協会の年会での講演を行うなど精力的に活躍した。
1881年（明治14年）11月5日 明治政府の招きで駒場農学校の農芸化学の主任として来日した。それまで外国人教師はイギリスから招いていたが、農芸化学、植物化学、動物化学、発酵化学等の分野ではドイツが多数の研究成果を発表してヨーロッパの「化学的研究の中心」として発展していたため、ドイツの日本公使館に勤務していた内務省勧農局長の品川弥二郎の主導により、招聘教官をイギリスからドイツに変更し、ケルネルもその一人だった。
駒場農学校は東京農林学校、東京帝国大学農科大学へと変遷し、ケルネルもそれに合わせて1892年まで11年に亘って教鞭をとった。植物栄養、土壌、肥料、養畜、酪農、農産製造等広く農学全般に亘って講義を行なったが、本来は家畜飼養が専門であったため、当初その方面に力を入れるつもりでいたが、当時の日本ではまだ畜産が主要な産業となっていないことから、主として米麦作とその肥料に関する研究に重点を置いた。
1887年10月10日には河瀬留子と結婚し、1889年1月2日に娘Toniが生まれたこともあり日本永住を決意していたが、 1892年（明治25年）春にドイツのメッケルン農事試験場の4代目場長グスタフ・キューン（Gustav Kühn）が死去したため、その後任の場長としてケルネルが推挙され、同年12月31日ドイツに帰国した。メッケルン農事試験場は1851年に創設されたドイツの中で最も歴史のある農事試験場で、イギリスのロサムステット農事試験場に次いで資金が多く、機械も完備されておりケルネルの関心が深かった家畜営養試験の設備が充実していた。
1893年1月1日に横浜港を出発し、2月15日メッケルン農事試験場長に就任し、家畜栄養および飼料に関する研究活動で多くの業績を残した。1895年8月6日には息子Maxも生まれたが、1911年9月22日、ドイツ農事試験場第31回総会に出席する途中にカールスルーエ駅で心臓麻痺のため急死した。

## ケルネル田圃
ケルネルが研究の際に試験田として使用していたことから命名された「ケルネル田圃」という田圃が、東京都目黒区の駒場野公園に残されている。駒場野公園は東京教育大学(現　筑波大学)農学部の跡地に整備された施設であり、現在も、筑波大学附属駒場中学校・高等学校の生徒の水田稲作実習に使われている。同校の入学式および卒業式では、ケルネル田圃で収穫された米で炊かれた赤飯が新入生、卒業生に配布される。
地元駒場で毎年行われている、かかしコンクール実行委員会が主催する創作かかし大会『かかしコンクール』の冠は『ケルネルたんぼ』となっており、ケルネルの業績を讃えている。

## その他
また、同じく駒場にキャンパスをかまえる東京大学教養学部では、平成18年度より、必修授業である「英語I」での一年生のリスニング教材に、ケルネルの功績を題材にしたものが登場している。
門下として沢野淳、吉井豊造、奥健蔵、古在由直、長岡宗好、森要太郎らがいる。